# Mitsutoshi Watada
Mitsutoshi Watada (和多田 充寿 Watada Mitsutoshi?), född 26 mars 1976 i Hyōgo prefektur, är en japansk före detta fotbollsspelare.
Watada började sin karriär 1998 i Vissel Kobe. 2002 blev han utlånad till JEF United Ichihara. 2006 flyttade han till Banditonce Kobe. Efter Banditonce Kobe spelade han för FC Gifu och FC Kariya. Han avslutade karriären 200.